# Johnny Eager
Johnny Eager – amerykański film z 1941 roku w reżyserii Mervyna LeRoya.